# Championnat de Corée du Sud de football américain
Le championnat de Corée du Sud de football américain est une compétition sportive créée en 1945 et réunissant les meilleures équipes de Corée du Sud de football américain.
En 2015, la KAFA se composait de sept équipes réparties en deux divisions (북부 리그 Division Nord, 남부 리그 Division Sud). Les deux premières équipes de chaque division se qualifient pour les demi-finales et les gagnants se rencontrent en finale lors du Gwanggaeto Bowl. Le champion de KAFA rencontre ensuite le championnat universitaire coréen lors du Kimchi Bowl.
À partir de 2016, le championnat change de format. Les deux équipes avec les meilleurs bilans en saison régulière se rencontrent lors du Gwanggaeto Bowl. Le champion de KAFA rencontre toujours ensuite le champion universitaire lors du Kimchi Bowl.

## Les clubs

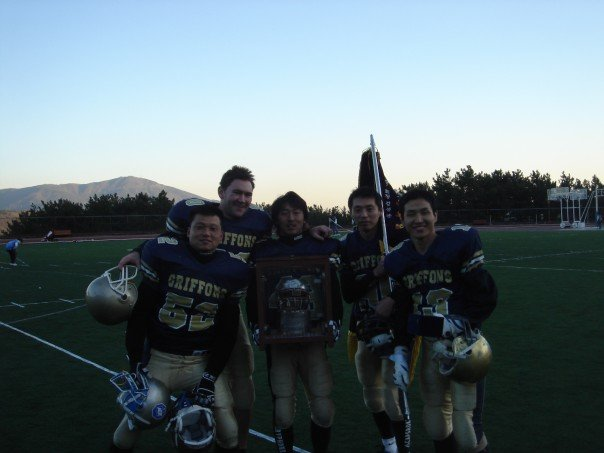
Busan Gryphons vainqueur du Kimchi Bowl 2007.

| Club                                                      |
| --------------------------------------------------------- |
| Seoul Golden Eagles                                       |
| Seoul Carnivores (Sponsor: Seoul University OB)           |
| Seoul Vikings                                             |
| Daegu Phoenix                                             |
| Samsung Geoje Blue Storm                                  |
| Busan Griffons                                            |
| Kyung Sung Bulul Gongs (Sponsor: KyungSung University OB) |

## Palmarès

### Gwanggaeto Bowl
| Édition | Date | Vainqueur           | Score | Finaliste           |
| ------- | ---- | ------------------- | ----- | ------------------- |
| I       | 1996 | Seven Six           | 20-06 | Leos                |
| II      | 1997 | KS Bluegons         | 18-06 | Blue Friends        |
| III     | 1998 | Seven Six           | 06-0  | KS Bluegons         |
| IV      | 1999 | Blue Friends        | 12-06 | Caps                |
| V       | 2000 | Red Star            | 32-22 | Caps                |
| VI      | 2001 | Red Star            | 20-06 | Scholars            |
| VII     | 2002 | Seven Six           | 18-12 | Red Star            |
| VIII    | 2003 | Scholars            | 18-12 | Caps                |
| IX      | 2004 | Caps                | 17-06 | Bluegons            |
| X       | 2005 | Halraes             | 14-07 | Seven Six           |
| XI      | 2005 | Seoul Vikings       | 33-21 | Caps                |
| XII     | 2006 | Busan Gryphons      | 19-10 | Seoul Vikings       |
| XIII    | 2007 | Busan Gryphons      | 23-13 | ADT Caps            |
| XIV     | 2008 | Seoul Vikings       | 28-03 | ADT Caps            |
| XV      | 2009 | ADT Caps            | 13-0  | Seoul Viking        |
| XVI     | 2010 | Daegu Phoenix       | 14-07 | ADT Caps            |
| XVII    | 2011 | Seoul Warriors      | 16-13 | Domino              |
| XVIII   | 2012 | Seoul Vikings       | 14-07 | Seoul Warriors      |
| XIX     | 2013 | Seoul Vikings       | 26-23 | Seoul Golden Eagles |
| XX      | 2014 | Samsung BlueStorm   | 28-13 | Daegu Phoenix       |
| XXI     | 2015 | Seoul Golden Eagles | 22-14 | Daegu Phoenix       |
| XXII    | 2016 | Daegu Phoenix       | 34-20 | Samsung BlueStorm   |
| XXIII   | 2017 | Seoul Warriors      | 13-12 | Samsung BlueStorm   |
| XXIV    | 2018 | Seoul Vikings       | 28-03 | Samsung BlueStorm   |

### Kimchi Bowl
| Édition | Date | Vainqueur                                      | Score | Finaliste                                      |
| ------- | ---- | ---------------------------------------------- | ----- | ---------------------------------------------- |
| I       | 1996 | Université Dong-A                              | 12-07 | Seven Six                                      |
| II      | 1997 | Bluegons                                       | 28-18 | Keimyung University                            |
| III     | 1998 | Université nationale Kyungpook                 | 47-06 | Seven Six                                      |
| IV      | 1999 | Université Dong-A                              | 35-22 | Blue Friends                                   |
| V       | 2000 | Université Dong-A                              | 19-14 | Red Star                                       |
| VI      | 2001 | Red Star                                       | 13-0  | Kyungsung University                           |
| VII     | 2002 | Seven Six                                      | 27-14 | Kyungsung University                           |
| VIII    | 2003 | Université de sciences et technologie de Kumoh | 07-06 | Scholars                                       |
| IX      | 2004 | Caps (Séoul Golden Eagles)                     | 23-17 | Université Dong-A                              |
| X       | 2005 | Halraes                                        | 27-12 | Université de sciences et technologie de Kumoh |
| XI      | 2006 | Université Dong-A                              | 07-06 | Seoul Vikings                                  |
| XII     | 2007 | Busan Gryphons                                 | 37-0  | Dong-Eui University                            |
| XIII    | 2008 | Busan Gryphons                                 | 21-12 | Dong-Eui University                            |
| XIV     | 2009 | Séoul Vikings                                  | 20-14 | Dong-Eui University                            |
| XV      | 2010 | Université nationale de Pusan                  | 34-13 | ADT Caps                                       |
| XVI     | 2011 | Daegu Phoenix                                  | 40-24 | Université nationale de Pusan                  |
| XVII    | 2012 | Seoul Warriors                                 | 14-0  | Université nationale de Pusan                  |
| XVIII   | 2012 | Seoul Vikings                                  | 23-0  | Université d'Hanyang                           |
| XIV     | 2013 | Université nationale de Pusan                  | 14-06 | Seoul Warriors                                 |
| XX      | 2014 | Samsung BlueStorm                              | 07-06 | Dong-Eui University                            |
| XXI     | 2015 | Seoul Golden Eagles                            | 27-06 | Dong-Eui University                            |
| XXII    | 2016 | Dong-Eui University                            | 17-06 | Daegu Phoenix                                  |
| XXIII   | 2017 | Dong-Eui University                            | 21-14 | Seoul Warriors                                 |
| XXIV    | 2018 | ?                                              | ? - ? | ?                                              |